# Тащилово
Тащи́лово — село в Гусь-Хрустальном районе Владимирской области России, входит в состав Купреевского сельского поселения.

## География
Село расположено в 57 км на юго-восток от Гусь-Хрустального, в 26 км на юг от ж/д станции Алферово на линии Москва—Муром.

## История
До революции в составе Черсевской волости Меленковского уезда, с 1926 года — в составе Гусевского уезда. В 1926 году в селе было 208 дворов.
С 1929 года село являлось центром Тащиловского сельсовета Гусь-Хрустального района Владимирского округа Ивановской Промышленной области, с 1935 года — в составе Курловского района Ивановской области, с 1944 года — в составе Владимирской области, с 1954 года — в составе Купреевского сельсовета, с 1963 года — в составе Гусь-Хрустального района, с 2005 года — в составе Купреевского сельского поселения.
В годы советской власти — центральная усадьба колхоза «Власть Советов».

## Население
| 1859 | 1905 | 1926 | 2002 | 2010 | 2021 |
| ---- | ---- | ---- | ---- | ---- | ---- |
| 513  | ↗797 | ↗997 | ↘501 | ↘496 | ↘333 |

## Современное состояние
В селе находятся средняя общеобразовательная школа, фельдшерско-акушерский пункт.

## Достопримечательности
В селе деревянная Церковь Николая Чудотворца (1902).